# Virginia Gildersleeve
Virginia Gildersleeve, född 1877, död 1965, var en amerikansk politiker.
Hon var amerikansk delegat till United Nations Conference on International Organization i San Francisco 1945, och tillhörde därmed FN:s grundare. 